# Without Love (Black 'N Blue)
Without Love è il secondo album in studio dei Black 'N Blue, uscito nel 1985 per l'Etichetta discografica Geffen Records.

## Tracce
1. Rockin' on Heaven's Door (St. James, Thayer) 3:30
2. Without Love (Saint James, Vallance) 3:38
3. Stop the Lightning (St. James, Thayer) 4:08
4. Nature of the Beach (St. James, Thayer) 3:50
5. Miss Mystery (St. James, Thayer, Vallance) 4:00
6. Swing Time (St. James, Warner) 3:21
7. Bombastic Plastic (St. James) 3:38
8. We Got the Fire (St. James, Thayer, Warner) 3:11
9. Strange Things (St. James, Thayer, Warner) 3:24
10. Two Wrongs (Don't Make It Love) (St. James, Thayer) 3:51

### Versione giapponese
1. Same Old Song And Dance (Tyler, Perry) 4:11 (Aerosmith Cover)

## Formazione
- Jaime St. James - voce
- Tommy Thayer - chitarra, cori
- Jeff "Whoop" Warner - chitarra, cori
- Patrick Young - basso, cori
- Pete Holmes - batteria

### Altri musicisti
- Adam Bomb - chitarra
- Jim Vallance - batteria
- Doug Johnson - tastiere
- Dave Pickell - tastiere
- Steve Porcaro - tastiere
- James Hibbard - tromba
- Mike Reno - cori nella traccia 8

### Nella tracciaSame Old Song And Dance(solo Giappone)
- Jamie St. James - voce
- Tommy Thayer - chitarra
- Bob Rock - chitarra
- Matt Frenette - batteria
- Spider - basso
- Wayne Kozack - sassofono
- Bruce Fairbairn - percussioni